# Torneos ATP en 1999
Aquí se reflejan todos los torneos de la ATP disputados durante la temporada tenística de 1999. Aparecen ordenados según su categoría, y en orden de disputa, figurando a su vez el tenista ganador del torneo y el progreso de los jugadores en cada torneo a partir de los cuartos de final. Además se indica para cada torneo el importe económico para premios, la superficie en la que se juega y el número de tenistas participantes.
En abril de 1999, la ATP firmó un contrato por diez años y con valor de 1.2 mil millones de dólares con la agencia de márqueting ISL Worldwide para promocionar el deporte. El acuerdo le dio a ISL los derechos comerciales para los torneos Super-9, así como para el Campeonato Mundial ATP. La ATP también introdujo un sistema de clasificación simplificado e hizo obligatoria la participación en los eventos Super-9 para los mejores jugadores.

## Calendario

### Claves
| Grand Slam                    |
| Tennis Masters Cup            |
| ATP Tennis Masters Series     |
| Eventos por equipos           |
| ATP International Series Gold |
| ATP International Series      |

### Enero
| Semana                  | Torneo                                                                               | Campeones                                                    | Finalistas                      | Semifinalistas                                                           | Cuartos de final                                                     |
| ----------------------- | ------------------------------------------------------------------------------------ | ------------------------------------------------------------ | ------------------------------- | ------------------------------------------------------------------------ | -------------------------------------------------------------------- |
| 4 de enero de 1999      | Hopman Cup Perth, Australia Eventos por equipos Dura (i) – $900,000 – 8 equipos (RR) | Australia 2–1                                                | Suecia                          | Ronda Robin perdedores (Grupo A) Sudáfrica · Francia · España / Zimbabue | Ronda Robin perdedores (Grupo B) Estados Unidos · Suiza · Eslovaquia |
| 4 de enero de 1999      | AAPT Championships Adelaida, Australia International Series $350,000 – Dura          | Thomas Enqvist 4–6, 6–1, 6–2                                 | Lleyton Hewitt                  | Jason Stoltenberg Scott Draper                                           | Slava Doseděl Byron Black Michael Tebbutt Dominik Hrbatý             |
| 4 de enero de 1999      | AAPT Championships Adelaida, Australia International Series $350,000 – Dura          | Gustavo Kuerten Nicolás Lapentti 6–4, 6–4                    | Jim Courier Patrick Galbraith   | Jason Stoltenberg Scott Draper                                           | Slava Doseděl Byron Black Michael Tebbutt Dominik Hrbatý             |
| 4 de enero de 1999      | Qatar ExxonMobil Open Doha, Catar International Series $1,000,000 Dura               | Rainer Schüttler 6–4, 5–7, 6–1                               | Tim Henman                      | Karim Alami Cédric Pioline                                               | Jeff Tarango Hicham Arazi Goran Ivanišević Mariano Zabaleta          |
| 4 de enero de 1999      | Qatar ExxonMobil Open Doha, Catar International Series $1,000,000 Dura               | Alex O'Brien Jared Palmer 6–3, 6–4                           | Piet Norval Kevin Ullyett       | Karim Alami Cédric Pioline                                               | Jeff Tarango Hicham Arazi Goran Ivanišević Mariano Zabaleta          |
| 11 de enero             | Heineken Open Auckland, Nueva Zelanda International Series $350,000 Dura             | Sjeng Schalken 6–4, 6–4                                      | Tommy Haas                      | Brett Steven Félix Mantilla                                              | Andrei Pavel Mariano Zabaleta Guillaume Raoux Dominik Hrbatý         |
| 11 de enero             | Heineken Open Auckland, Nueva Zelanda International Series $350,000 Dura             | Jeff Tarango Daniel Vacek 7–5, 7–5                           | Jiří Novák David Rikl           | Brett Steven Félix Mantilla                                              | Andrei Pavel Mariano Zabaleta Guillaume Raoux Dominik Hrbatý         |
| 11 de enero             | Adidas International Sídney, Australia International Series $350,000 Dura            | Todd Martin 6–3, 7–6(7–5)                                    | Àlex Corretja                   | Karol Kučera Thomas Muster                                               | Albert Costa Gustavo Kuerten Jason Stoltenberg Lleyton Hewitt        |
| 11 de enero             | Adidas International Sídney, Australia International Series $350,000 Dura            | Sébastien Lareau Daniel Nestor 6–3, 6–4                      | Patrick Galbraith Paul Haarhuis | Karol Kučera Thomas Muster                                               | Albert Costa Gustavo Kuerten Jason Stoltenberg Lleyton Hewitt        |
| 18 de enero 25 de enero | Abierto de Australia Melbourne, Australia Grand Slam $3,539,387 Dura                 | Yevgeny Kafelnikov 4–6, 6–0, 6–3, 7–6(7–1)                   | Thomas Enqvist                  | Tommy Haas Nicolás Lapentti                                              | Todd Martin Vincent Spadea Marc Rosset Karol Kučera                  |
| 18 de enero 25 de enero | Abierto de Australia Melbourne, Australia Grand Slam $3,539,387 Dura                 | Jonas Björkman Patrick Rafter 6–3, 4–6, 6–4, 6–7(10–12), 6–4 | Mahesh Bhupathi Leander Paes    | Tommy Haas Nicolás Lapentti                                              | Todd Martin Vincent Spadea Marc Rosset Karol Kučera                  |
| 18 de enero 25 de enero | Abierto de Australia Melbourne, Australia Grand Slam $3,539,387 Dura                 | David Adams Mariaan de Swardt 6–4, 4–6, 7–6(7–5)             | Max Mirnyi Serena Williams      | Tommy Haas Nicolás Lapentti                                              | Todd Martin Vincent Spadea Marc Rosset Karol Kučera                  |

### Febrero
| Semana        | Torneo                                                                                               | Campeones                                                 | Finalistas                        | Semifinalistas                | Cuartos de final                                               |
| ------------- | --- | --------------------------------------------------------- | --------------------------------- | ----------------------------- | -------------------------------------------------------------- |
| 1 de febrero  | Open 13 Marsella, Francia Series Mundiales ATP Dura(i) – $539,250                                    | Fabrice Santoro 6–3, 4–6, 6–4                             | Arnaud Clément                    | Cédric Pioline Marc Rosset    | Roger Federer Nicolas Escudé Gianluca Pozzi Dominik Hrbatý     |
| 1 de febrero  | Open 13 Marsella, Francia Series Mundiales ATP Dura(i) – $539,250                                    | Bielorrusia Max Mirnyi · Andrei Olhovskiy · 7–5, 7–6(9–7) | David Adams Pavel Vízner          | Cédric Pioline Marc Rosset    | Roger Federer Nicolas Escudé Gianluca Pozzi Dominik Hrbatý     |
| 8 de febrero  | Torneo de Dubái Dubái, Emiratos Árabes Unidos Series Mundiales ATP Sura – $1,039,250                 | Jérôme Golmard 6–4, 6–2                                   | Nicolas Kiefer                    | Andrew Ilie Carlos Moyá       | Gustavo Kuerten Francisco Clavet Tim Henman Félix Mantilla     |
| 8 de febrero  | Torneo de Dubái Dubái, Emiratos Árabes Unidos Series Mundiales ATP Sura – $1,039,250                 | Wayne Black Sandon Stolle 4–6, 6–1, 6–4                   | David Adams John-Laffnie de Jager | Andrew Ilie Carlos Moyá       | Gustavo Kuerten Francisco Clavet Tim Henman Félix Mantilla     |
| 8 de febrero  | Sybase Open San José, EE-UU. Series Mundiales ATP Dura (i) – $350,000                                | Mark Philippoussis 6–3, 6–2                               | Cecil Mamiit                      | Pete Sampras Michael Chang    | Bernd Karbacher Justin Gimelstob Christian Ruud Mark Woodforde |
| 8 de febrero  | Sybase Open San José, EE-UU. Series Mundiales ATP Dura (i) – $350,000                                | Todd Woodbridge Mark Woodforde 7–5, 6–7(3–7), 6–4         | Aleksandar Kitinov Nenad Zimonjić | Pete Sampras Michael Chang    | Bernd Karbacher Justin Gimelstob Christian Ruud Mark Woodforde |
| 8 de febrero  | Torneo de San Petersburgo San Petersburgo, Rusia Series Mundiales ATP Moqueta – $350,000             | Marc Rosset 6–3, 6–4                                      | David Prinosil                    | Jan Siemerink Marat Safin     | Igor Kornienko Guillaume Raoux Dominik Hrbatý Andrei Pavel     |
| 8 de febrero  | Torneo de San Petersburgo San Petersburgo, Rusia Series Mundiales ATP Moqueta – $350,000             | Jeff Tarango Daniel Vacek 3–6, 6–3, 7–5                   | Menno Oosting Andrei Pavel        | Jan Siemerink Marat Safin     | Igor Kornienko Guillaume Raoux Dominik Hrbatý Andrei Pavel     |
| 15 de febrero | Kroger St. Jude Memphis, Estados Unidos ATP Championship Series $825,000 Dura (i)                    | Tommy Haas 6–4, 6–1                                       | Jim Courier                       | Todd Martin John van Lottum   | Jan-Michael Gambill Andrew Ilie Mariano Puerta Daniel Nestor   |
| 15 de febrero | Kroger St. Jude Memphis, Estados Unidos ATP Championship Series $825,000 Dura (i)                    | Todd Woodbridge Mark Woodforde 6–3, 6–4                   | Sébastien Lareau Alex O'Brien     | Todd Martin John van Lottum   | Jan-Michael Gambill Andrew Ilie Mariano Puerta Daniel Nestor   |
| 15 de febrero | Torneo ABN AMRO Torneo de Róterdam Róterdam, Países Bajos ATP Championship Series Moqueta – $850,000 | Yevgeny Kafelnikov 6–2, 7–6(7–3)                          | Tim Henman                        | Marat Safin Greg Rusedski     | Wayne Ferreira Karol Kučera Cédric Pioline Roger Federer       |
| 15 de febrero | Torneo ABN AMRO Torneo de Róterdam Róterdam, Países Bajos ATP Championship Series Moqueta – $850,000 | David Adams John-Laffnie de Jager 6–7(5–7), 6–3, 6–4      | Neil Broad Peter Tramacchi        | Marat Safin Greg Rusedski     | Wayne Ferreira Karol Kučera Cédric Pioline Roger Federer       |
| 22 de febrero | Guardian Direct Cup Londres ATP Championship Series Moqueta – $814,250                               | Richard Krajicek 7–6(8–6), 6–7(5–7), 7–5                  | Greg Rusedski                     | Thomas Johansson Hicham Arazi | Yevgeny Kafelnikov Karol Kučera Thomas Enqvist Dominik Hrbatý  |
| 22 de febrero | Guardian Direct Cup Londres ATP Championship Series Moqueta – $814,250                               | Tim Henman Greg Rusedski 6–3, 7–6(8–6)                    | Byron Black Wayne Ferreira        | Thomas Johansson Hicham Arazi | Yevgeny Kafelnikov Karol Kučera Thomas Enqvist Dominik Hrbatý  |

### Marzo
| Semana                  | Torneo | Campeones | Finalistas | Semifinalistas                   | Cuartos de final                                                |
| ----------------------- | --- | --- | --- | -------------------------------- | --------------------------------------------------------------- |
| 1 de marzo              | Torneo de Copenhague Copenhague Series Mundiales ATP Dura (i) – $240,000 | Magnus Gustafsson 6–4, 6–1 | Fabrice Santoro | Sébastien Grosjean Byron Black   | Daniel Nestor Rainer Schüttler Wayne Black Max Mirnyi           |
| 1 de marzo              | Torneo de Copenhague Copenhague Series Mundiales ATP Dura (i) – $240,000 | Max Mirnyi Andrei Olhovskiy 6–7(5–7), 7–6(7–4), 6–1                                                                                          | Marc-Kevin Goellner David Prinosil                                                                                     | Sébastien Grosjean Byron Black   | Daniel Nestor Rainer Schüttler Wayne Black Max Mirnyi           |
| 1 de marzo              | Tennis Channel Open Scottsdale, Estados Unidos Series Mundiales ATP $350,000 Dura | Jan-Michael Gambill 7–6(7–2), 4–6, 6–4 | Lleyton Hewitt | Andre Agassi Mark Woodforde      | Justin Gimelstob Cédric Pioline Goran Ivanišević Jérôme Golmard |
| 1 de marzo              | Tennis Channel Open Scottsdale, Estados Unidos Series Mundiales ATP $350,000 Dura | Justin Gimelstob Richey Reneberg 6–4, 6–7(4–7), 6–3                                                                                          | Mark Knowles Sandon Stolle                                                                                             | Andre Agassi Mark Woodforde      | Justin Gimelstob Cédric Pioline Goran Ivanišević Jérôme Golmard |
| 12 de marzo             | Newsweek Champions Cup Indian Wells, Estados Unidos ATP Super 9 $2,450,000 Dura | Mark Philippoussis 5–7, 6–4, 6–4, 4–6, 6–2                                                                                                   | Carlos Moyá | Chris Woodruff Gustavo Kuerten   | Tim Henman Todd Martin Karol Kučera Richard Krajicek            |
| 12 de marzo             | Newsweek Champions Cup Indian Wells, Estados Unidos ATP Super 9 $2,450,000 Dura | Wayne Black Sandon Stolle 7–6(7–4), 6–3 | Ellis Ferreira Rick Leach                                                                                              | Chris Woodruff Gustavo Kuerten   | Tim Henman Todd Martin Karol Kučera Richard Krajicek            |
| 15 de marzo 22 de marzo | Ericsson Open Cayo Vizcaíno, Estados Unidos ATP Super 9 $2,700,000 Dura | Richard Krajicek 4–6, 6–1, 6–2, 7–5 | Sébastien Grosjean | Francisco Clavet Thomas Enqvist  | Dominik Hrbatý Nicolas Kiefer Jérôme Golmard Pete Sampras       |
| 15 de marzo 22 de marzo | Ericsson Open Cayo Vizcaíno, Estados Unidos ATP Super 9 $2,700,000 Dura | Wayne Black Sandon Stolle 6–1, 6–1 | Boris Becker Jan-Michael Gambill                                                                                       | Francisco Clavet Thomas Enqvist  | Dominik Hrbatý Nicolas Kiefer Jérôme Golmard Pete Sampras       |
| 22 de marzo             | Gran Premio Hassan II Casablanca, Marruecos Series Mundiales ATP $240,000 Tierra Batida | Beto Martín 6–3, 6–4 | Fernando Vicente | Markus Hipfl Juan Carlos Ferrero | Johan Van Herck Stefan Koubek Albert Portas Jens Knippschild    |
| 22 de marzo             | Gran Premio Hassan II Casablanca, Marruecos Series Mundiales ATP $240,000 Tierra Batida | Fernando Meligeni Jaime Oncins 6–2, 6–3 | Massimo Ardinghi Vincenzo Santopadre                                                                                   | Markus Hipfl Juan Carlos Ferrero | Johan Van Herck Stefan Koubek Albert Portas Jens Knippschild    |
| 29 de marzo             | Davis Cup Primera ronda Trollhättan, Suecia – Dura (i) Frankfurt, Alemania – Moqueta (i) Birmingham, Reino Unido – Dura (i) Harare, Zimbabue – Dura (i) Nimes, Francia – Tierra batida (i) Lérida, España – tierra batida Gante, Bélgica – Tierra batida (i) Neuchâtel, Suiza – Moqueta (i) | Ganadores Primera ronda Eslovaquia 3–2 · Rusia 3–2 · Estados Unidos 3–2 · Australia 4–1 · Francia 4–1 · Brasil 3–2 · Bélgica 3–2 · Suiza 3–2 | Perdedores Primera ronda Suecia · Alemania · Reino Unido · Zimbabue · Países Bajos · España · República Checa · Italia |                                  |                                                                 |

### Abril
| Semana      | Torneo | Campeones                                             | Finalistas                           | Semifinalistas                                                          | Cuartos de final                                                       |
| ----------- | --- | ----------------------------------------------------- | ------------------------------------ | ----------------------------------------------------------------------- | ---------------------------------------------------------------------- |
| 5 de abril  | Gold Flake Open Chennai, India Series Mundiales ATP Dura – $430,000                                         | Byron Black 6–4, 1–6, 6–3                             | Rainer Schüttler                     | Peter Wessels John van Lottum                                           | Carlos Moyá Vincenzo Santopadre Richard Fromberg Mikael Tillström      |
| 5 de abril  | Gold Flake Open Chennai, India Series Mundiales ATP Dura – $430,000                                         | Mahesh Bhupathi Leander Paes 4–6, 7–5, 6–4            | Wayne Black Neville Godwin           | Peter Wessels John van Lottum                                           | Carlos Moyá Vincenzo Santopadre Richard Fromberg Mikael Tillström      |
| 5 de abril  | Torneo de Estoril Estoril, Portugal Series Mundiales ATP $625,000 Tierra Batida                             | Albert Costa 7–6(7–4), 2–6, 6–3                       | Todd Martin                          | Jérôme Golmard Marcelo Ríos                                             | Karim Alami Félix Mantilla Gustavo Kuerten Fernando Meligeni           |
| 5 de abril  | Torneo de Estoril Estoril, Portugal Series Mundiales ATP $625,000 Tierra Batida                             | Tomás Carbonell Donald Johnson 6–3, 2–6, 6–1          | Jiří Novák David Rikl                | Jérôme Golmard Marcelo Ríos                                             | Karim Alami Félix Mantilla Gustavo Kuerten Fernando Meligeni           |
| 5 de abril  | Salem Open Hong Kong, China Series Mundiales ATP $350,000 Dura                                              | Andre Agassi 6–7(4–7), 6–4, 6–4                       | Boris Becker                         | Hendrik Dreekmann Bernd Karbacher                                       | Richard Krajicek Nicolas Kiefer Laurence Tieleman Jonas Björkman       |
| 5 de abril  | Salem Open Hong Kong, China Series Mundiales ATP $350,000 Dura                                              | James Greenhalgh Grant Silcock Walkover               | Andre Agassi David Wheaton           | Hendrik Dreekmann Bernd Karbacher                                       | Richard Krajicek Nicolas Kiefer Laurence Tieleman Jonas Björkman       |
| 12 de abril | AIG Japan Open Tennis Championships Tokio, Japón ATP Championship Series $725,000 Dura                      | Nicolas Kiefer 7–6(7–5), 7–5                          | Wayne Ferreira                       | Jonas Björkman Thomas Johansson                                         | Richard Krajicek Thomas Enqvist Sébastien Lareau Kenneth Carlsen       |
| 12 de abril | AIG Japan Open Tennis Championships Tokio, Japón ATP Championship Series $725,000 Dura                      | Jeff Tarango Daniel Vacek 4–3, retired                | Wayne Black Brian MacPhie            | Jonas Björkman Thomas Johansson                                         | Richard Krajicek Thomas Enqvist Sébastien Lareau Kenneth Carlsen       |
| 12 de abril | Torneo Godó Barcelona, España ATP Championship Series $950,000 Tierra Batida                                | Félix Mantilla 7–6(7–2), 6–3, 6–3                     | Karim Alami                          | Todd Martin Francisco Clavet                                            | Albert Costa Alberto Berasategui Fernando Meligeni Carlos Moyá         |
| 12 de abril | Torneo Godó Barcelona, España ATP Championship Series $950,000 Tierra Batida                                | Paul Haarhuis Yevgeny Kafelnikov 7–5, 6–3             | Massimo Bertolini Cristian Brandi    | Todd Martin Francisco Clavet                                            | Albert Costa Alberto Berasategui Fernando Meligeni Carlos Moyá         |
| 19 de abril | Republic Nat'l Bank Abierto de Monte Carlo Monte Carlo, Mónaco ATP Super 9 $2,450,000 Tierra Batida         | Gustavo Kuerten 6–4, 2–1 retired                      | Marcelo Ríos                         | Jérôme Golmard Félix Mantilla                                           | Carlos Moyá Mark Philippoussis Vince Spadea Albert Costa               |
| 19 de abril | Republic Nat'l Bank Abierto de Monte Carlo Monte Carlo, Mónaco ATP Super 9 $2,450,000 Tierra Batida         | Olivier Delaître Tim Henman 6–2, 6–3                  | Jiří Novák David Rikl                | Jérôme Golmard Félix Mantilla                                           | Carlos Moyá Mark Philippoussis Vince Spadea Albert Costa               |
| 19 de abril | ERA Real Estate Clay Court Ch'ships Orlando, Estados Unidos Series Mundiales ATP $289,250 Tierra Batida     | Magnus Norman 6–0, 6–3                                | Guillermo Cañas                      | Christian Ruud Max Mirnyi                                               | Hernán Gumy Beto Martín Jim Courier Gabriel Trifu                      |
| 19 de abril | ERA Real Estate Clay Court Ch'ships Orlando, Estados Unidos Series Mundiales ATP $289,250 Tierra Batida     | Jim Courier Todd Woodbridge 7–6(7–4), 6–4             | Bob Bryan Mike Bryan                 | Christian Ruud Max Mirnyi                                               | Hernán Gumy Beto Martín Jim Courier Gabriel Trifu                      |
| 26 de abril | BMW Open Múnich, Alemania Series Mundiales ATP Tierra Batida – $525,000 – 32S/16D Franco Squillari 6–4, 6–3 | Andrei Pavel                                          | Mariano Zabaleta Alberto Berasategui | Lars Burgsmüller Michael Kohlmann Vincenzo Santopadre Hendrik Dreekmann |                                                                        |
| 26 de abril | BMW Open Múnich, Alemania Series Mundiales ATP Tierra Batida – $525,000 – 32S/16D Franco Squillari 6–4, 6–3 | Daniel Orsanic Mariano Puerta 7–6(7–3), 3–6, 7–6(7–3) | Mariano Zabaleta Alberto Berasategui | Lars Burgsmüller Michael Kohlmann Vincenzo Santopadre Hendrik Dreekmann | Massimo Bertolini Cristian Brandi                                      |
| 26 de abril | AT&T Challenge Atlanta, EE. UU. Series Mundiales ATP Clay – $350,000                                        | Stefan Koubek 6–1, 6–2                                | Sébastien Grosjean                   | Jim Courier Magnus Larsson                                              | Martín Rodríguez Sargis Sargsian Beto Martín Jason Stoltenberg         |
| 26 de abril | AT&T Challenge Atlanta, EE. UU. Series Mundiales ATP Clay – $350,000                                        | Patrick Galbraith Justin Gimelstob 5–7, 7–6(7–4), 6–3 | Todd Woodbridge Mark Woodforde       | Jim Courier Magnus Larsson                                              | Martín Rodríguez Sargis Sargsian Beto Martín Jason Stoltenberg         |
| 26 de abril | Abierto Paegas Praga, República Checa Series Mundiales ATP Tierra Batida – $500,000                         | Dominik Hrbatý 6–2, 6–2                               | Slava Doseděl                        | Michal Tabara Germán Puentes                                            | Orlin Stanoytchev Fernando Meligeni Arnaud Di Pasquale Eduardo Nicolás |
| 26 de abril | Abierto Paegas Praga, República Checa Series Mundiales ATP Tierra Batida – $500,000                         | Martin Damm Radek Štěpánek 6–0, 6–2                   | Mark Keil Nicolás Lapentti           | Michal Tabara Germán Puentes                                            | Orlin Stanoytchev Fernando Meligeni Arnaud Di Pasquale Eduardo Nicolás |

### Mayo
| Semana                | Torneo                                                                                                   | Campeones                                         | Finalistas                        | Semifinalistas                                                      | Cuartos de final                                                          |
| --------------------- | --- | ------------------------------------------------- | --------------------------------- | ------------------------------------------------------------------- | ------------------------------------------------------------------------- |
| 3 de mayo             | Abierto Licher Hamburgo, Germany ATP Super 9 Tierra batida – $2,450,000                                  | Marcelo Ríos 6–7(5–7), 7–5, 5–7, 7–6(7–5), 6–2    | Mariano Zabaleta                  | Nicolás Lapentti Carlos Moyá                                        | Arnaud Di Pasquale Tim Henman Tommy Haas Gustavo Kuerten                  |
| 3 de mayo             | Abierto Licher Hamburgo, Germany ATP Super 9 Tierra batida – $2,450,000                                  | Wayne Arthurs Andrew Kratzmann 2–6, 7–6(7–5), 6–2 | Paul Haarhuis Jared Palmer        | Nicolás Lapentti Carlos Moyá                                        | Arnaud Di Pasquale Tim Henman Tommy Haas Gustavo Kuerten                  |
| 3 de mayo             | Torneo Citrix de Delray Beach Delray Beach, EE. UU. Series Mundiales ATP Tierra batida – $270,000        | Lleyton Hewitt 6–4, 6–7(2–7), 6–1                 | Xavier Malisse                    | Scott Draper Sébastien Grosjean                                     | Hernán Gumy Magnus Larsson Sargis Sargsian Cecil Mamiit                   |
| 3 de mayo             | Torneo Citrix de Delray Beach Delray Beach, EE. UU. Series Mundiales ATP Tierra batida – $270,000        | Max Mirnyi Nenad Zimonjić 7–6(7–3), 3–6, 6–3      | Doug Flach Brian MacPhie          | Scott Draper Sébastien Grosjean                                     | Hernán Gumy Magnus Larsson Sargis Sargsian Cecil Mamiit                   |
| 10 de mayo            | Abierto de Italia Roma, Italia ATP Super 9 $2,450,000 Tierra Batida                                      | Gustavo Kuerten 6–4, 7–5, 7–6(8–6)                | Patrick Rafter                    | Àlex Corretja Félix Mantilla                                        | Karol Kučera Franco Squillari Nicolás Lapentti David Prinosil             |
| 10 de mayo            | Abierto de Italia Roma, Italia ATP Super 9 $2,450,000 Tierra Batida                                      | Ellis Ferreira Rick Leach 6–7(0–7), 6–1, 6–2      | David Adams John-Laffnie de Jager | Àlex Corretja Félix Mantilla                                        | Karol Kučera Franco Squillari Nicolás Lapentti David Prinosil             |
| 17 de mayo            | Copa Mundial por Equipos Düsseldorf, Alemania Copa Mundial por Equipos $1,650,000 Tierra Batida          | Australia 2–1                                     | Suecia                            | Ronda Robin perdedores (Grupo Rojo) España · Alemania · Reino Unido | Ronda Robin perdedores (Grupo Azul) Estados Unidos · Eslovaquia · Francia |
| 17 de mayo            | Gran Premio Internacional Raiffeisen Sankt Pölten, Austria Series Mundiales ATP Tierra Batida – $425,000 | Marcelo Ríos 4–4, retirada                        | Mariano Zabaleta                  | Yevgeny Kafelnikov Younes El Aynaoui                                | Markus Hipfl Francisco Clavet Guillermo Cañas Stefan Koubek               |
| 17 de mayo            | Gran Premio Internacional Raiffeisen Sankt Pölten, Austria Series Mundiales ATP Tierra Batida – $425,000 | Andrew Florent Andrei Olhovskiy 5–7, 6–4, 7–5     | Brent Haygarth Robbie Koenig      | Yevgeny Kafelnikov Younes El Aynaoui                                | Markus Hipfl Francisco Clavet Guillermo Cañas Stefan Koubek               |
| 24 de mayo 31 de mayo | Roland Garros París, Francia Grand Slam $5,159,915 Tierra Batida                                         | Andre Agassi 1–6, 2–6, 6–4, 6–3, 6–4              | Andrei Medvédev                   | Dominik Hrbatý Fernando Meligeni                                    | Marcelo Ríos Marcelo Filippini Àlex Corretja Gustavo Kuerten              |
| 24 de mayo 31 de mayo | Roland Garros París, Francia Grand Slam $5,159,915 Tierra Batida                                         | Mahesh Bhupathi Leander Paes 6–2, 7–5             | Goran Ivanišević Jeff Tarango     | Dominik Hrbatý Fernando Meligeni                                    | Marcelo Ríos Marcelo Filippini Àlex Corretja Gustavo Kuerten              |
| 24 de mayo 31 de mayo | Roland Garros París, Francia Grand Slam $5,159,915 Tierra Batida                                         | Piet Norval Katarina Srebotnik 6–3, 3–6, 6–3      | Rick Leach Larisa Neiland         | Dominik Hrbatý Fernando Meligeni                                    | Marcelo Ríos Marcelo Filippini Àlex Corretja Gustavo Kuerten              |

### Junio
| Semana                  | Torneo                                                                                          | Campeones                                                   | Finalistas                                               | Semifinalistas                 | Cuartos de final                                              |
| ----------------------- | ----------------------------------------------------------------------------------------------- | ----------------------------------------------------------- | -------------------------------------------------------- | ------------------------------ | ------------------------------------------------------------- |
| 7 de junio              | Abierto Gerry Weber Halle, Alemania Series Mundiales ATP $900,000 Césped                        | Nicolas Kiefer 6–3, 6–2                                     | Nicklas Kulti                                            | Daniel Vacek Carlos Moyá       | Jan Siemerink Gianluca Pozzi Tommy Haas Sjeng Schalken        |
| 7 de junio              | Abierto Gerry Weber Halle, Alemania Series Mundiales ATP $900,000 Césped                        | Jonas Björkman Patrick Rafter 6–3, 7–5                      | Paul Haarhuis Jared Palmer                               | Daniel Vacek Carlos Moyá       | Jan Siemerink Gianluca Pozzi Tommy Haas Sjeng Schalken        |
| 7 de junio              | Torneo Stella Artois de Queen's Club Londres, Gran Bretaña Series Mundiales ATP $750,000 Césped | Pete Sampras 6–7(1–7), 6–4, 7–6(7–4)                        | Tim Henman                                               | Sargis Sargsian Lleyton Hewitt | Greg Rusedski Karol Kučera Cédric Pioline Goran Ivanišević    |
| 7 de junio              | Torneo Stella Artois de Queen's Club Londres, Gran Bretaña Series Mundiales ATP $750,000 Césped | Sébastien Lareau Alex O'Brien 6–1, 7–6(7–3)                 | Todd Woodbridge Mark Woodforde                           | Sargis Sargsian Lleyton Hewitt | Greg Rusedski Karol Kučera Cédric Pioline Goran Ivanišević    |
| 7 de junio              | Abierto de Merano Merano, Italia Series Mundiales ATP Tierra batida – $350,000                  | Fernando Vicente 6–2, 3–6, 7–6(7–1)                         | Hicham Arazi                                             | Dominik Hrbatý Andrea Gaudenzi | Galo Blanco Guillermo Cañas Martin Spöttl Martín Rodríguez    |
| 7 de junio              | Abierto de Merano Merano, Italia Series Mundiales ATP Tierra batida – $350,000                  | Lucas Arnold Ker Jaime Oncins 6–4, 7–6(7–1)                 | Marc-Kevin Goellner Eric Taino                           | Dominik Hrbatý Andrea Gaudenzi | Galo Blanco Guillermo Cañas Martin Spöttl Martín Rodríguez    |
| 14 de junio             | Trofeo Heineken 's-Hertogenbosch, Países Bajos Series Mundiales ATP $500,000 Césped             | Patrick Rafter 3–6, 7–6(9–7), 6–4                           | Andrei Pavel                                             | Karol Kučera Tommy Haas        | Nicklas Kulti Jonas Björkman Richard Krajicek Kenneth Carlsen |
| 14 de junio             | Trofeo Heineken 's-Hertogenbosch, Países Bajos Series Mundiales ATP $500,000 Césped             | final cancelada por la lluvia                               | Leander Paes / Jan Siemerink Ellis Ferreira / David Rikl | Karol Kučera Tommy Haas        | Nicklas Kulti Jonas Björkman Richard Krajicek Kenneth Carlsen |
| 14 de junio             | Samsung Open Nottingham, Gran Bretaña Series Mundiales ATP $350,000 Césped                      | Cédric Pioline 6–3, 7–5                                     | Kevin Ullyett                                            | Greg Rusedski David Prinosil   | Lleyton Hewitt Andrew Ilie Fabrice Santoro Beto Martín        |
| 14 de junio             | Samsung Open Nottingham, Gran Bretaña Series Mundiales ATP $350,000 Césped                      | Patrick Galbraith Justin Gimelstob 5–7, 7–5, 6–3            | Marius Barnard Brent Haygarth                            | Greg Rusedski David Prinosil   | Lleyton Hewitt Andrew Ilie Fabrice Santoro Beto Martín        |
| 21 de junio 28 de junio | Torneo de Wimbledon Londres, Gran Bretaña Grand Slam $5,614,685 Hierba                          | Pete Sampras 6–3, 6–4, 7–5                                  | Andre Agassi                                             | Tim Henman Patrick Rafter      | Mark Philippoussis Cédric Pioline Gustavo Kuerten Todd Martin |
| 21 de junio 28 de junio | Torneo de Wimbledon Londres, Gran Bretaña Grand Slam $5,614,685 Hierba                          | Mahesh Bhupathi Leander Paes 6–7(10–12), 6–3, 6–4, 7–6(7–4) | Paul Haarhuis Jared Palmer                               | Tim Henman Patrick Rafter      | Mark Philippoussis Cédric Pioline Gustavo Kuerten Todd Martin |
| 21 de junio 28 de junio | Torneo de Wimbledon Londres, Gran Bretaña Grand Slam $5,614,685 Hierba                          | Leander Paes Lisa Raymond 6–4, 3–6, 6–3                     | Jonas Björkman Anna Kournikova                           | Tim Henman Patrick Rafter      | Mark Philippoussis Cédric Pioline Gustavo Kuerten Todd Martin |

### Julio
| Semana      | Torneo | Campeones                                                       | Finalistas                                              | Semifinalistas                   | Cuartos de final                                                        |
| ----------- | --- | --------------------------------------------------------------- | ------------------------------------------------------- | -------------------------------- | ----------------------------------------------------------------------- |
| 5 de julio  | Abierto Investor de Båstad Bastad, Suecia Series Mundiales ATP $350,000 Tierra Batida                                                                   | Juan Antonio Marín 6–3, 7–6(7–4)                                | Andreas Vinciguerra                                     | Christian Ruud Nicklas Kulti     | Galo Blanco Martín Rodríguez Magnus Norman Germán Puentes               |
| 5 de julio  | Abierto Investor de Båstad Bastad, Suecia Series Mundiales ATP $350,000 Tierra Batida                                                                   | David Adams Jeff Tarango 7–6(8–6), 6–4                          | Nicklas Kulti Mikael Tillström                          | Christian Ruud Nicklas Kulti     | Galo Blanco Martín Rodríguez Magnus Norman Germán Puentes               |
| 5 de julio  | Abierto Rado Swiss de Gstaad Gstaad, Suiza Series Mundiales ATP $525,000 Tierra Batida                                                                  | Albert Costa 7–6(7–4), 6–3, 6–4                                 | Nicolás Lapentti                                        | Younes El Aynaoui Félix Mantilla | Vince Spadea Francisco Clavet Arnaud Di Pasquale Andrea Gaudenzi        |
| 5 de julio  | Abierto Rado Swiss de Gstaad Gstaad, Suiza Series Mundiales ATP $525,000 Tierra Batida                                                                  | Donald Johnson Cyril Suk 7–5, 7–6(7–4)                          | Aleksandar Kitinov Eric Taino                           | Younes El Aynaoui Félix Mantilla | Vince Spadea Francisco Clavet Arnaud Di Pasquale Andrea Gaudenzi        |
| 5 de julio  | Campeonato Miller Lite Hall of Fame Newport, Estados Unidos Series Mundiales ATP $320,000 Césped                                                        | Chris Woodruff 6–7(5–7), 6–4, 6–4                               | Kenneth Carlsen                                         | Wayne Arthurs Laurence Tieleman  | Leander Paes Stefano Pescosolido Andrew Ilie Peter Wessels              |
| 5 de julio  | Campeonato Miller Lite Hall of Fame Newport, Estados Unidos Series Mundiales ATP $320,000 Césped                                                        | Wayne Arthurs Leander Paes 6–7(6–8), 7–6(9–7), 6–3              | Sargis Sargsian Chris Woodruff                          | Wayne Arthurs Laurence Tieleman  | Leander Paes Stefano Pescosolido Andrew Ilie Peter Wessels              |
| 12 de julio | Copa Davis Cuartos de final Moscú, Rusia – Tierra batida (i) Chestnut Hill, EE. UU. – Dura Pau, Francia – Moqueta (i) Bruselas, Bélgica – Tierra Batida | Ganadores Rusia 3–2 · Australia 4–1 · Francia 3–2 · Bélgica 3–2 | Perdedores Eslovaquia · Estados Unidos · Brasil · Suiza |                                  |                                                                         |
| 16 de julio | Mercedes Cup Stuttgart, Alemania ATP Championship Series $1,040,000 Tierra Batida                                                                       | Magnus Norman 6–7(6–8), 4–6, 7–6(9–7), 6–0, 6–3                 | Tommy Haas                                              | Jiří Novák Àlex Corretja         | Nicolás Lapentti Marcelo Ríos Vincent Spadea Carlos Moyá                |
| 16 de julio | Mercedes Cup Stuttgart, Alemania ATP Championship Series $1,040,000 Tierra Batida                                                                       | Jaime Oncins Daniel Orsanic 6–2, 6–1                            | Aleksandar Kitinov Jack Waite                           | Jiří Novák Àlex Corretja         | Nicolás Lapentti Marcelo Ríos Vincent Spadea Carlos Moyá                |
| 26 de julio | Generali Open Kitzbühel, Austria ATP Championship Series $525,000 Tierra Batida                                                                         | Albert Costa 7–5, 6–2, 6–7(5–7), 7–6(7–4)                       | Fernando Vicente                                        | Yevgeny Kafelnikov Stefan Koubek | Richard Fromberg Juan Carlos Ferrero Nicolás Lapentti Fernando Meligeni |
| 26 de julio | Generali Open Kitzbühel, Austria ATP Championship Series $525,000 Tierra Batida                                                                         | Chris Haggard Peter Nyborg 6–3, 6–7(4–7), 7–6(7–4)              | Álex Calatrava Dušan Vemić                              | Yevgeny Kafelnikov Stefan Koubek | Richard Fromberg Juan Carlos Ferrero Nicolás Lapentti Fernando Meligeni |
| 26 de julio | Copa Mercedes-Benz Los Ángeles, Estados Unidos Series Mundiales ATP $350,000 Dura                                                                       | Pete Sampras 7–6(7–3), 7–6(7–1)                                 | Andre Agassi                                            | Andrew Ilie James Sekulov        | Lleyton Hewitt Antony Dupuis Michael Chang Wayne Ferreira               |
| 26 de julio | Copa Mercedes-Benz Los Ángeles, Estados Unidos Series Mundiales ATP $350,000 Dura                                                                       | Byron Black Wayne Ferreira 6–2, 7–6(7–4)                        | Goran Ivanišević Brian MacPhie                          | Andrew Ilie James Sekulov        | Lleyton Hewitt Antony Dupuis Michael Chang Wayne Ferreira               |
| 26 de julio | Campeonato Internacional de Croacia Umag, Croacia Series Mundiales ATP Tierra Batida – $375,000                                                         | Magnus Norman 6–2, 6–4                                          | Jeff Tarango                                            | Ivan Ljubičić Albert Portas      | Carlos Moyá Dominik Hrbatý Francisco Clavet Agustín Calleri             |
| 26 de julio | Campeonato Internacional de Croacia Umag, Croacia Series Mundiales ATP Tierra Batida – $375,000                                                         | Mariano Puerta Javier Sánchez Vicario 3–6, 6–2, 6–3             | Massimo Bertolini Cristian Brandi                       | Ivan Ljubičić Albert Portas      | Carlos Moyá Dominik Hrbatý Francisco Clavet Agustín Calleri             |

### Agosto
| Semana                       | Torneo                                                                                                  | Campeones                                            | Finalistas                          | Semifinalistas                     | Cuartos de final                                                    |
| ---------------------------- | --- | ---------------------------------------------------- | ----------------------------------- | ---------------------------------- | ------------------------------------------------------------------- |
| 2 de agosto                  | Abierto du Maurier Montreal, Quebec, Canadá ATP Super 9 Dura– $2,450,000                                | Thomas Johansson 1–6, 6–3, 6–3                       | Yevgeny Kafelnikov                  | Nicolas Kiefer Andre Agassi        | Patrick Rafter Jim Courier Todd Martin Fabrice Santoro              |
| 2 de agosto                  | Abierto du Maurier Montreal, Quebec, Canadá ATP Super 9 Dura– $2,450,000                                | Jonas Björkman Patrick Rafter 7–6(7–5), 6–4          | Byron Black Wayne Ferreira          | Nicolas Kiefer Andre Agassi        | Patrick Rafter Jim Courier Todd Martin Fabrice Santoro              |
| 2 de agosto                  | Abierto Grolsch Ámsterdam, Países Bajos Series Mundiales ATP Tierra Batida – $500,000                   | Younes El Aynaoui 6–0, 6–3                           | Mariano Zabaleta                    | Marat Safin Nicolás Lapentti       | Arnaud Di Pasquale Fernando Meligeni Magnus Gustafsson Hicham Arazi |
| 2 de agosto                  | Abierto Grolsch Ámsterdam, Países Bajos Series Mundiales ATP Tierra Batida – $500,000                   | Paul Haarhuis Sjeng Schalken 6–3, 6–2                | Devin Bowen Eyal Ran                | Marat Safin Nicolás Lapentti       | Arnaud Di Pasquale Fernando Meligeni Magnus Gustafsson Hicham Arazi |
| 9 de agosto                  | Campeonato ATP Great American Insurance Mason, EE. UU. ATP Super 9 Dura – $2,450,000                    | Pete Sampras 7–6(9–7), 6–3                           | Patrick Rafter                      | Andre Agassi Yevgeny Kafelnikov    | Richard Krajicek Gustavo Kuerten Tim Henman Michael Chang           |
| 9 de agosto                  | Campeonato ATP Great American Insurance Mason, EE. UU. ATP Super 9 Dura – $2,450,000                    | Jonas Björkman Byron Black 6–3, 7–6(8–6)             | Todd Woodbridge Mark Woodforde      | Andre Agassi Yevgeny Kafelnikov    | Richard Krajicek Gustavo Kuerten Tim Henman Michael Chang           |
| 9 de agosto                  | Challenger de San Marino Ciudad de San Marino, San Marino Series Mundiales ATP Tierra Batida – $300,000 | Galo Blanco 4–6, 6–4, 6–3                            | Albert Portas                       | Juan Antonio Marín Andrea Gaudenzi | Stefan Koubek Hernán Gumy Markus Hipfl Julián Alonso                |
| 9 de agosto                  | Challenger de San Marino Ciudad de San Marino, San Marino Series Mundiales ATP Tierra Batida – $300,000 | Lucas Arnold Ker Mariano Hood 6–3, 6–2               | Petr Pála Pavel Vízner              | Juan Antonio Marín Andrea Gaudenzi | Stefan Koubek Hernán Gumy Markus Hipfl Julián Alonso                |
| 16 de agosto                 | RCA Championships Indianápolis, Estados Unidos ATP Championship Series $870,000 Dura                    | Nicolás Lapentti 4–6, 6–4, 6–4                       | Vincent Spadea                      | Sébastien Grosjean Jan Siemerink   | Pete Sampras Gustavo Kuerten Carlos Moyá Patrick Rafter             |
| 16 de agosto                 | RCA Championships Indianápolis, Estados Unidos ATP Championship Series $870,000 Dura                    | Paul Haarhuis Jared Palmer 6–3, 6–4                  | Olivier Delaître Leander Paes       | Sébastien Grosjean Jan Siemerink   | Pete Sampras Gustavo Kuerten Carlos Moyá Patrick Rafter             |
| 16 de agosto                 | Legg Mason Tennis Classic Washington D.C., Estados Unidos ATP Championship Series $725,000 Dura         | Andre Agassi 7–6(7–3), 6–1                           | Yevgeny Kafelnikov                  | Nicolas Kiefer Todd Martin         | Tomáš Zíb Ján Krošlák Paul Goldstein Fabrice Santoro                |
| 16 de agosto                 | Legg Mason Tennis Classic Washington D.C., Estados Unidos ATP Championship Series $725,000 Dura         | Justin Gimelstob Sébastien Lareau 7–5, 6–7(2–7), 6–3 | David Adams John-Laffnie de Jager   | Nicolas Kiefer Todd Martin         | Tomáš Zíb Ján Krošlák Paul Goldstein Fabrice Santoro                |
| 23 de agosto                 | MFS Pro Tennis Championships Boston, EE. UU. Series Mundiales ATP Dura – $325,000                       | Marat Safin 6–4, 7–6(13–11)                          | Greg Rusedski                       | Arnaud Clément Sjeng Schalken      | Jonas Björkman Sébastien Grosjean David Prinosil Marcelo Ríos       |
| 23 de agosto                 | MFS Pro Tennis Championships Boston, EE. UU. Series Mundiales ATP Dura – $325,000                       | Guillermo Cañas Martín García 5–7, 7–6(7–2), 6–3     | Marius Barnard T. J. Middleton      | Arnaud Clément Sjeng Schalken      | Jonas Björkman Sébastien Grosjean David Prinosil Marcelo Ríos       |
| 23 de agosto                 | Waldbaum's Hamlet Cup Long Island, EE. UU. Series Mundiales ATP Dura – $350,000                         | Magnus Norman 7–6(7–4), 4–6, 6–3                     | Àlex Corretja                       | Jason Stoltenberg Daniel Vacek     | Yevgeny Kafelnikov Thomas Johansson Bohdan Ulihrach Thomas Enqvist  |
| 23 de agosto                 | Waldbaum's Hamlet Cup Long Island, EE. UU. Series Mundiales ATP Dura – $350,000                         | Olivier Delaître Fabrice Santoro 7–5, 6–4            | Jan-Michael Gambill Scott Humphries | Jason Stoltenberg Daniel Vacek     | Yevgeny Kafelnikov Thomas Johansson Bohdan Ulihrach Thomas Enqvist  |
| 30 de agosto 6 de septiembre | U.S. Open Flushing, New York, Estados Unidos Grand Slam $6,257,000 Dura                                 | Andre Agassi 6–4, 6–7(5–7), 6–7(2–7), 6–3, 6–2       | Todd Martin                         | Cédric Pioline Yevgeny Kafelnikov  | Slava Doseděl Gustavo Kuerten Richard Krajicek Nicolas Escudé       |
| 30 de agosto 6 de septiembre | U.S. Open Flushing, New York, Estados Unidos Grand Slam $6,257,000 Dura                                 | Sébastien Lareau Alex O'Brien 7–6(9–7), 6–4          | Mahesh Bhupathi Leander Paes        | Cédric Pioline Yevgeny Kafelnikov  | Slava Doseděl Gustavo Kuerten Richard Krajicek Nicolas Escudé       |
| 30 de agosto 6 de septiembre | U.S. Open Flushing, New York, Estados Unidos Grand Slam $6,257,000 Dura                                 | Mahesh Bhupathi Ai Sugiyama 6–4, 6–4                 | Donald Johnson Kimberly Po          | Cédric Pioline Yevgeny Kafelnikov  | Slava Doseděl Gustavo Kuerten Richard Krajicek Nicolas Escudé       |

### Septiembre
| Semana           | Torneo                                                                                 | Campeones                                        | Finalistas                            | Semifinalistas                   | Cuartos de final                                                    |
| ---------------- | -------------------------------------------------------------------------------------- | ------------------------------------------------ | ------------------------------------- | -------------------------------- | ------------------------------------------------------------------- |
| 13 de septiembre | Abierto Samsung Bournemouth, Reino Unido Series Mundiales ATP Tierra batida – $400,000 | Adrian Voinea 1–6, 7–5, 7–6(7–2)                 | Stefan Koubek                         | Thomas Enqvist Younes El Aynaoui | Karim Alami Magnus Gustafsson Hendrik Dreekmann Marc-Kevin Goellner |
| 13 de septiembre | Abierto Samsung Bournemouth, Reino Unido Series Mundiales ATP Tierra batida – $400,000 | David Adams Jeff Tarango 6–3, 6–7(5–7), 7–6(7–5) | Michael Kohlmann Nicklas Kulti        | Thomas Enqvist Younes El Aynaoui | Karim Alami Magnus Gustafsson Hendrik Dreekmann Marc-Kevin Goellner |
| 13 de septiembre | Abierto de Mallorca Mallorca, España Series Mundiales ATP Tierra batida – $500,000     | Juan Carlos Ferrero 2–6, 7–5, 6–3                | Àlex Corretja                         | Julián Alonso Dominik Hrbatý     | Juan Antonio Marín Francisco Clavet Markus Hipfl Hernán Gumy        |
| 13 de septiembre | Abierto de Mallorca Mallorca, España Series Mundiales ATP Tierra batida – $500,000     | Lucas Arnold Ker Tomás Carbonell 6–1, 6–4        | Alberto Berasategui Francisco Roig    | Julián Alonso Dominik Hrbatý     | Juan Antonio Marín Francisco Clavet Markus Hipfl Hernán Gumy        |
| 13 de septiembre | President's Cup Taskent, Uzbekistán Series Mundiales ATP $500,000 Dura                 | Nicolas Kiefer 6–4, 6–2                          | George Bastl                          | Daniel Vacek Peter Wessels       | Paradorn Srichaphan Cecil Mamiit Axel Pretzsch Antony Dupuis        |
| 13 de septiembre | President's Cup Taskent, Uzbekistán Series Mundiales ATP $500,000 Dura                 | Oleg Ogorodov Marc Rosset 7–6(7–4), 7–6(7–1)     | Mark Keil Lorenzo Manta               | Daniel Vacek Peter Wessels       | Paradorn Srichaphan Cecil Mamiit Axel Pretzsch Antony Dupuis        |
| 20 de septiembre | Copa Davis Semifinales Brisbane, Australia – hierba Pau, Francia – Moqueta             | Ganadores Australia 4–1 Francia 4–1              | Perdedores Rusia · Bélgica            |                                  |                                                                     |
| 27 de septiembre | Grand Slam Cup Múnich, Alemania Grand Slam Cup (ITF) Dura – $4,250,000                 | Greg Rusedski 6–3, 6–4, 6–7(5–7), 7–6(7–5)       | Tommy Haas                            | Thomas Enqvist Andrei Medvédev   | Andre Agassi Nicolás Lapentti Richard Krajicek Yevgeny Kafelnikov   |
| 27 de septiembre | Connex Open Bucarest, Rumanía Series Mundiales ATP Tierra Batida – $350,000            | Beto Martín 6–2, 6–3                             | Karim Alami                           | Alberto Berasategui Albert Costa | Àlex Corretja Juan Antonio Marín Sargis Sargsian Younes El Aynaoui  |
| 27 de septiembre | Connex Open Bucarest, Rumanía Series Mundiales ATP Tierra Batida – $350,000            | Lucas Arnold Ker Martín García 6–3, 2–6, 6–3     | Marc-Kevin Goellner Francisco Montana | Alberto Berasategui Albert Costa | Àlex Corretja Juan Antonio Marín Sargis Sargsian Younes El Aynaoui  |
| 27 de septiembre | Abierto Adidas de Toulouse Toulouse, Francia Series Mundiales ATP Dura – $400,000      | Nicolas Escudé 7–5, 6–1                          | Daniel Vacek                          | Marc Rosset Thomas Johansson     | Fabrice Santoro Magnus Gustafsson Antony Dupuis Jeff Tarango        |
| 27 de septiembre | Abierto Adidas de Toulouse Toulouse, Francia Series Mundiales ATP Dura – $400,000      | Olivier Delaître Jeff Tarango 3–6, 7–6(7–2), 6–4 | David Adams John-Laffnie de Jager     | Marc Rosset Thomas Johansson     | Fabrice Santoro Magnus Gustafsson Antony Dupuis Jeff Tarango        |

### Octubre
| Semana        | Torneo                                                                                             | Campeones                                          | Finalistas                        | Semifinalistas                     | Cuartos de final                                                            |
| ------------- | -------------------------------------------------------------------------------------------------- | -------------------------------------------------- | --------------------------------- | ---------------------------------- | --------------------------------------------------------------------------- |
| 4 de octubre  | Davidoff Swiss Indoors Basilea, Suiza Series Mundiales ATP Moqueta – $1,000,000                    | Karol Kučera 6–4, 7–6(12–10), 4–6, 4–6, 7–6(7–2)   | Tim Henman                        | Nicolas Kiefer Goran Ivanišević    | Andre Agassi Greg Rusedski Roger Federer Yevgeny Kafelnikov                 |
| 4 de octubre  | Davidoff Swiss Indoors Basilea, Suiza Series Mundiales ATP Moqueta – $1,000,000                    | Brent Haygarth Aleksandar Kitinov 0–6, 6–4, 7–5    | Jiří Novák David Rikl             | Nicolas Kiefer Goran Ivanišević    | Andre Agassi Greg Rusedski Roger Federer Yevgeny Kafelnikov                 |
| 4 de octubre  | Campionati Internazionali di Sicilia Palermo, Italia Series Mundiales ATP Tierra Batida – $350,000 | Arnaud Di Pasquale 6–1, 6–3                        | Alberto Berasategui               | Karim Alami Albert Costa           | Àlex Corretja Markus Hipfl Hernán Gumy Beto Martín                          |
| 4 de octubre  | Campionati Internazionali di Sicilia Palermo, Italia Series Mundiales ATP Tierra Batida – $350,000 | Mariano Hood Sebastián Prieto 6–3, 6–1             | Lan Bale Beto Martín              | Karim Alami Albert Costa           | Àlex Corretja Markus Hipfl Hernán Gumy Beto Martín                          |
| 4 de octubre  | Abierto Heineken de Shanghái Shanghái, China Series Mundiales ATP Dura – $350,000                  | Magnus Norman 2–6, 6–3, 7–5                        | Marcelo Ríos                      | Jonas Björkman Michael Chang       | Todd Woodbridge Andreas Vinciguerra Jan-Michael Gambill Paradorn Srichaphan |
| 4 de octubre  | Abierto Heineken de Shanghái Shanghái, China Series Mundiales ATP Dura – $350,000                  | Sébastien Lareau Daniel Nestor 7–5, 6–3            | Todd Woodbridge Mark Woodforde    | Jonas Björkman Michael Chang       | Todd Woodbridge Andreas Vinciguerra Jan-Michael Gambill Paradorn Srichaphan |
| 11 de octubre | Abierto Heineken de Singapur Singapur ATP Championship Series Dura – $725,000                      | Marcelo Ríos 6–2, 7–6(7–5)                         | Mikael Tillström                  | Lleyton Hewitt Paradorn Srichaphan | Jan-Michael Gambill John van Lottum Andrew Ilie Ivan Ljubičić               |
| 11 de octubre | Abierto Heineken de Singapur Singapur ATP Championship Series Dura – $725,000                      | Max Mirnyi Eric Taino 6–3, 6–4                     | Todd Woodbridge Mark Woodforde    | Lleyton Hewitt Paradorn Srichaphan | Jan-Michael Gambill John van Lottum Andrew Ilie Ivan Ljubičić               |
| 11 de octubre | CA-TennisTrophy Viena, Austria ATP Championship Series Moqueta – $800,000                          | Greg Rusedski 6–7(5–7), 2–6, 6–3, 7–5, 6–4         | Nicolas Kiefer                    | Richard Krajicek Roger Federer     | Yevgeny Kafelnikov Stefan Koubek Sébastien Grosjean Karol Kučera            |
| 11 de octubre | CA-TennisTrophy Viena, Austria ATP Championship Series Moqueta – $800,000                          | David Prinosil Sandon Stolle 6–3, 6–4              | Piet Norval Kevin Ullyett         | Richard Krajicek Roger Federer     | Yevgeny Kafelnikov Stefan Koubek Sébastien Grosjean Karol Kučera            |
| 18 de octubre | Torneo de Montpellier Lyon, Francia Series Mundiales ATP Moqueta – $750,000                        | Nicolás Lapentti 6–3, 6–2                          | Lleyton Hewitt                    | Vincent Spadea Magnus Gustafsson   | Yevgeny Kafelnikov Mikael Tillström Gustavo Kuerten Jeff Tarango            |
| 18 de octubre | Torneo de Montpellier Lyon, Francia Series Mundiales ATP Moqueta – $750,000                        | Piet Norval Kevin Ullyett 4–6, 7–6(7–5), 7–6(7–4)  | Wayne Ferreira Sandon Stolle      | Vincent Spadea Magnus Gustafsson   | Yevgeny Kafelnikov Mikael Tillström Gustavo Kuerten Jeff Tarango            |
| 25 de octubre | Eurocard Open Stuttgart, Alemania ATP Super 9 Dura – $2,450,000                                    | Thomas Enqvist 6–1, 6–4, 5–7, 7–5                  | Richard Krajicek                  | Andre Agassi Greg Rusedski         | Andrei Pavel Marcelo Ríos Todd Martin Mariano Zabaleta                      |
| 25 de octubre | Eurocard Open Stuttgart, Alemania ATP Super 9 Dura – $2,450,000                                    | Jonas Björkman Byron Black 6–7(6–8), 7–6(7–2), 6–0 | David Adams John-Laffnie de Jager | Andre Agassi Greg Rusedski         | Andrei Pavel Marcelo Ríos Todd Martin Mariano Zabaleta                      |

### Noviembre
| Semana          | Torneo                                                                                                  | Campeones                                       | Finalistas                          | Semifinalistas                    | Cuartos de final                                                        |
| --------------- | --- | ----------------------------------------------- | ----------------------------------- | --------------------------------- | ----------------------------------------------------------------------- |
| 1 de noviembre  | Abierto de París París, Francia ATP Super 9 Moqueta - $2,950,000                                        | Sébastien Grosjean 7–6(7–3), 6–1, 6–7(5–7), 6–4 | Yevgeny Kafelnikov                  | Andreas Vinciguerra Tommy Haas    | Sjeng Schalken Jiří Novák Hicham Arazi Thomas Johansson                 |
| 1 de noviembre  | Abierto de París París, Francia ATP Super 9 Moqueta - $2,950,000                                        | Ellis Ferreira Rick Leach 3–6, 6–4, 6–3         | Mahesh Bhupathi Leander Paes        | Andreas Vinciguerra Tommy Haas    | Sjeng Schalken Jiří Novák Hicham Arazi Thomas Johansson                 |
| 1 de noviembre  | Copa Kremlin Moscú, Rusia Series Mundiales ATP $1,000,000 Dura (i)                                      | Yevgeny Kafelnikov 7–6(7–2), 6–4                | Byron Black                         | Nicolas Escudé Jeff Tarango       | Daniel Vacek Andrei Medvédev Fabrice Santoro Marc Rosset                |
| 1 de noviembre  | Copa Kremlin Moscú, Rusia Series Mundiales ATP $1,000,000 Dura (i)                                      | Justin Gimelstob Daniel Vacek 6–2, 6–1          | Andrei Medvédev Marat Safin         | Nicolas Escudé Jeff Tarango       | Daniel Vacek Andrei Medvédev Fabrice Santoro Marc Rosset                |
| 1 de noviembre  | Abierto Scania de Estocolmo Estocolmo, Suecia Series Mundiales ATP $825,000 Dura (i)                    | Thomas Enqvist 6–3, 6–4, 6–2                    | Magnus Gustafsson                   | Magnus Norman Jan-Michael Gambill | Andreas Vinciguerra Nicolás Lapentti Jonas Björkman Mark Philippoussis  |
| 1 de noviembre  | Abierto Scania de Estocolmo Estocolmo, Suecia Series Mundiales ATP $825,000 Dura (i)                    | Piet Norval Kevin Ullyett 7–5, 6–3              | Jan-Michael Gambill Scott Humphries | Magnus Norman Jan-Michael Gambill | Andreas Vinciguerra Nicolás Lapentti Jonas Björkman Mark Philippoussis  |
| 15 de noviembre | ATP Tour World Championship de dobles Hartford, EE. UU. ATP Tour World Championships Moqueta – $900,000 | Sébastien Lareau Alex O'Brien 6–3, 6–2, 6–2     | Mahesh Bhupathi Leander Paes        |                                   |                                                                         |
| 22 de noviembre | ATP Tour World Championships Hanover, Alemania ATP Tour World Championships Dura – $3,600,000           | Pete Sampras 6–1, 7–5, 6–4                      | Andre Agassi                        | Yevgeny Kafelnikov Nicolas Kiefer | Round Robin Gustavo Kuerten Nicolás Lapentti Thomas Enqvist Todd Martin |
| 29 de noviembre | Copa Davis Final Niza, Francia – Tierra Batida                                                          | Australia 3–2                                   | Francia                             |                                   |                                                                         |